# Václav Hollar
Václav Hollar (Prága, 1607. július 13. – London, 1677. március 25.) cseh rézmetsző.

## Neve
A Pallas nagy lexikonában Venceszlav Hollarként, későbbi magyar lexikonokban inkább Wenceslaus Hollarként szerepel. Nevének angol változata Wenzel vagy Wenceslaus Hollar (esetleg Hollar Bohemus).

## Életpályája
A rézmetszés művészetét Frankfurt am Mainban tanulta id. Matthäus Meriannál (Merian Máténál); utóbb Kölnben megismerkedett Thomas Howarddal, Arundel grófjával, a híres angol műbaráttal és 1637-ben vele ment Angliába is. Miután a gróf arcképét és Greenwich városának látképét rézbe metszette és elkészítette a gróf képtára egyes darabjainak reprodukcióit, 1640-ben a walesi herceg rajztanítója lett. Ornamentus muliebris anglicanus (Several Habits of English Women) címen kiadta az angol nők és utóbb a többi európai nők viseleteinek gyűjteményét. Az angol forradalom elől (miután szabadult a Basing House börtönből) 1645-ben Antwerpenbe menekült régi védnökéhez, akinek a halála után ugyan nyomorúságba került, de 1652-ben visszatért Angliába, ahol utóbb II. Károly király rajzolója („His Majesty’s Designer”) lett. Mint ilyen utazott Afrikába, ahol Tanger várát és környékét tanulmányozta és Észak-Angliába, ahol több város látképét készítette el. Mintegy 3000 metszetet hagyott hátra. 1677. március 25-én vagy 28-án halt meg.